# Crotalaria congoensis
Crotalaria congoensis är en ärtväxtart som beskrevs av Baker f.. Crotalaria congoensis ingår i släktet sunnhampor, och familjen ärtväxter. Inga underarter finns listade i Catalogue of Life.